# ميثيل أيزوثيازولينون
ميثيل أيزوثيازولينون، أو MIT، أو MI (يُشار إليه أيضًا خطأً في بعض الأحيان باسم ميثيل أيزوثيازولاين)، هو مبيد صناعي ومادة حافظة قوية من مجموعة الأيزوثيازولينونات، وهي مستخدمة في العديد من منتجات العناية الشخصية، كما أنها تستخدم على نطاق واسع صناعيًا.

## الاستخدام
يُستخدم الميثيل أيزوثيازولينون وغيره من المبيدات المشتقة من الأيزوثيازولينونات في التحكم في نمو الميكروبات في المحاليل التي تحتوي على ماء.